# Nichole Ayers
Pour les articles homonymes, voir Ayers.
Nichole Ayers, major dans l'United States Air Force (USAF), est une astronaute américaine sélectionnée en 2021 au sein du groupe d'astronautes 23 de la NASA.

## Biographie
Nichole Ayers est originaire du Colorado et diplômée de la United States Air Force Academy à Colorado Springs, dans le Colorado, en 2011 avec un baccalauréat en mathématiques avec une mineure en russe. Elle a ensuite obtenu un master en mathématiques informatiques et appliquées de l'université Rice. 
En 2014, Nichole Ayers a terminé sa formation au pilotage sur T-38, sur la base aérienne de Langley. Elle est ensuite devenue instructrice de vol, fournissant une formation à la lutte contre les adversaires aux unités de F-22 Raptor basées à Langley. En 2018, Ayers a terminé sa formation pour le F-22, et est actuellement d'instructrice de vol pour le F-22. Elle a effectué plus de 200 heures de vol au cours de l'opération Inherent Resolve. Au moment de sa sélection en tant que candidate astronaute, Ayers était directrice adjointe des opérations du 90e escadron de chasse à la base aérienne d'Elmendorf.
Ayers est ainsi une aviatrice de chasse expérimentée avec plus de 200 heures de combat et plus de 1 150 heures de temps de vol au total, avec les appareils T-38 et F-22 Raptor. Étant l'une des rares femmes à piloter actuellement le F-22, Ayers a dirigé en 2019 la toute première formation entièrement féminine de l'avion au combat. 
Elle a une sœur jumelle, Cydnee.

## Carrière à la NASA
Elle est sélectionnée fin 2021 dans le groupe 23 d'astronautes de la NASA.
En 2024, elle est sélectionnée comme pilote de la mission SpaceX Crew-10. Celle-ci décolle le 14 mars 2025 et Ayers participe aux expéditions 72 et 73 sur la Station spatiale internationale.